# Taynton, Oxfordshire
Taynton är en ort och civil parish i Storbritannien.   Den ligger i grevskapet Oxfordshire och riksdelen England, i den södra delen av landet, 110 km väster om huvudstaden London. Taynton ligger 113 meter över havet och antalet invånare är 108.
Terrängen runt Taynton är platt. Runt Taynton är det ganska tätbefolkat, med 139 invånare per kvadratkilometer. Närmaste större samhälle är Witney, 12,8 km öster om Taynton. Trakten runt Taynton består till största delen av jordbruksmark.